# Moleben

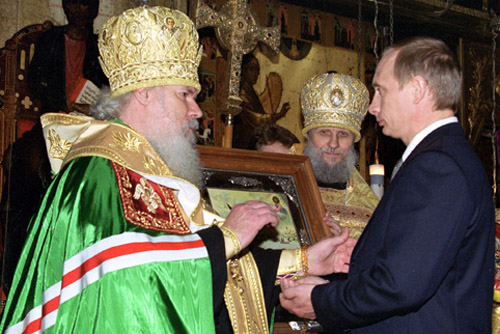
Moleben a blahoslavení při inauguraci Vladimíra Putina prezidentem Ruské federace 7. května 2000

Moleben (rusky, resp. staroslověnsky моле́бен, církevně bulharsky „молебный“, „молитвенный“) v pravoslavné liturgii označuje krátkou společnou bohoslužbu prosebného nebo děkovného charakteru, jež se modlitbou obrací k Bohu, Bohorodičce nebo svatým.
Moleben svou strukturou představuje zkrácenou verzi ranní. Vykonává se při různých událostech, památných dnech a podobně. Při molebnu se vždy čte kánon na počest toho (nebo těch), komu je moleben sloužen. 
V dnešní liturgické praxi Ruské pravoslavné církve, se může jednak číst část kánonu, a samotná bohoslužba může být omezena na zpěv pouze jednoho druhu irmosů kánonu nebo jen jeho nápěvu (refrénu). Evangelium při molebnu se čte před čtením kánonu, a poté ještě po jeho 6. písni (verši).